# Foucault-inga

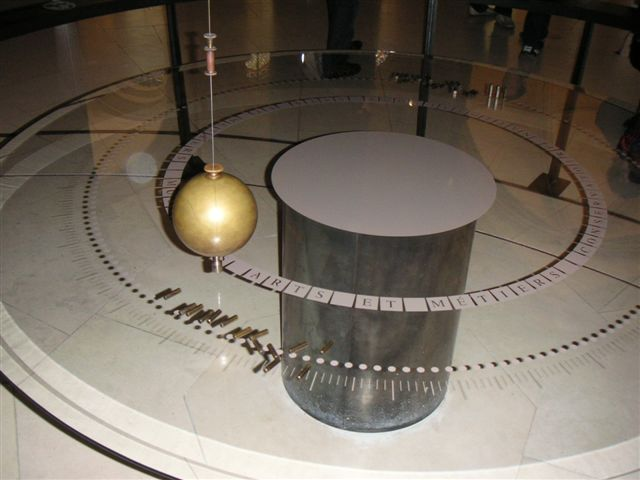
Foucault-inga a párizsi Musée des Arts et Métiers-ben

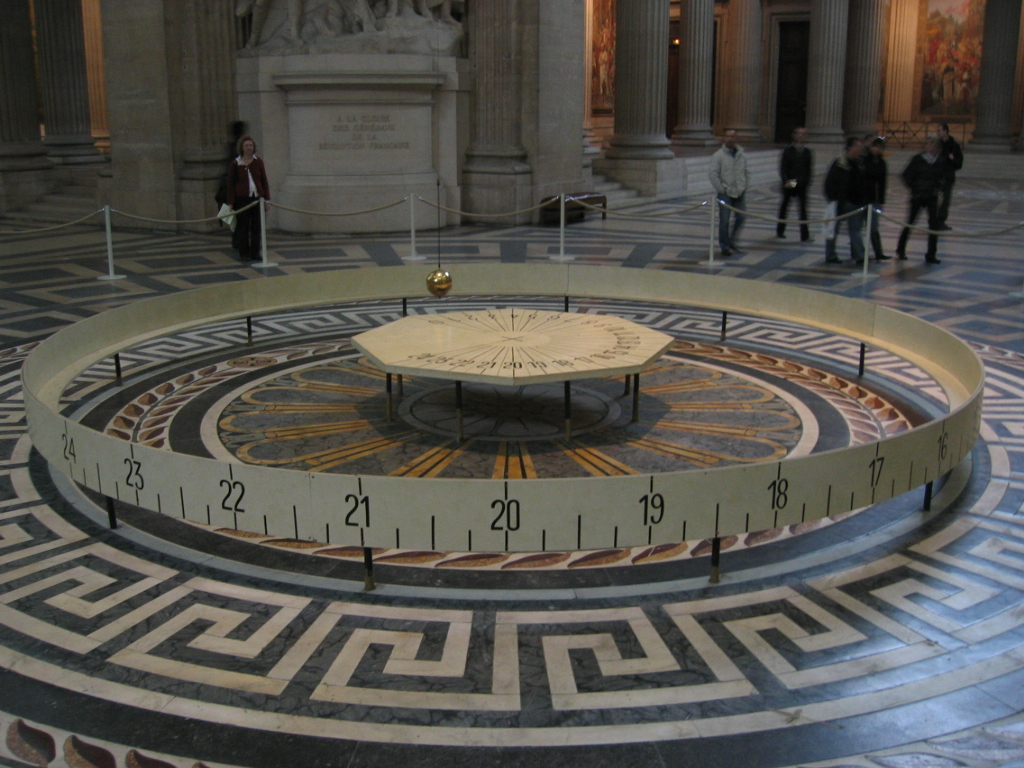
Foucault-inga a párizsi Panthéonban

Foucault-inga mozgását szemléltető gyorsított animáció. Jól látható, ahogy a lengés síkja elfordul – a valóságban az elfordulás sokkal lassabban következik be, és igazából a Föld fordul el, a lengés síkja nem változik

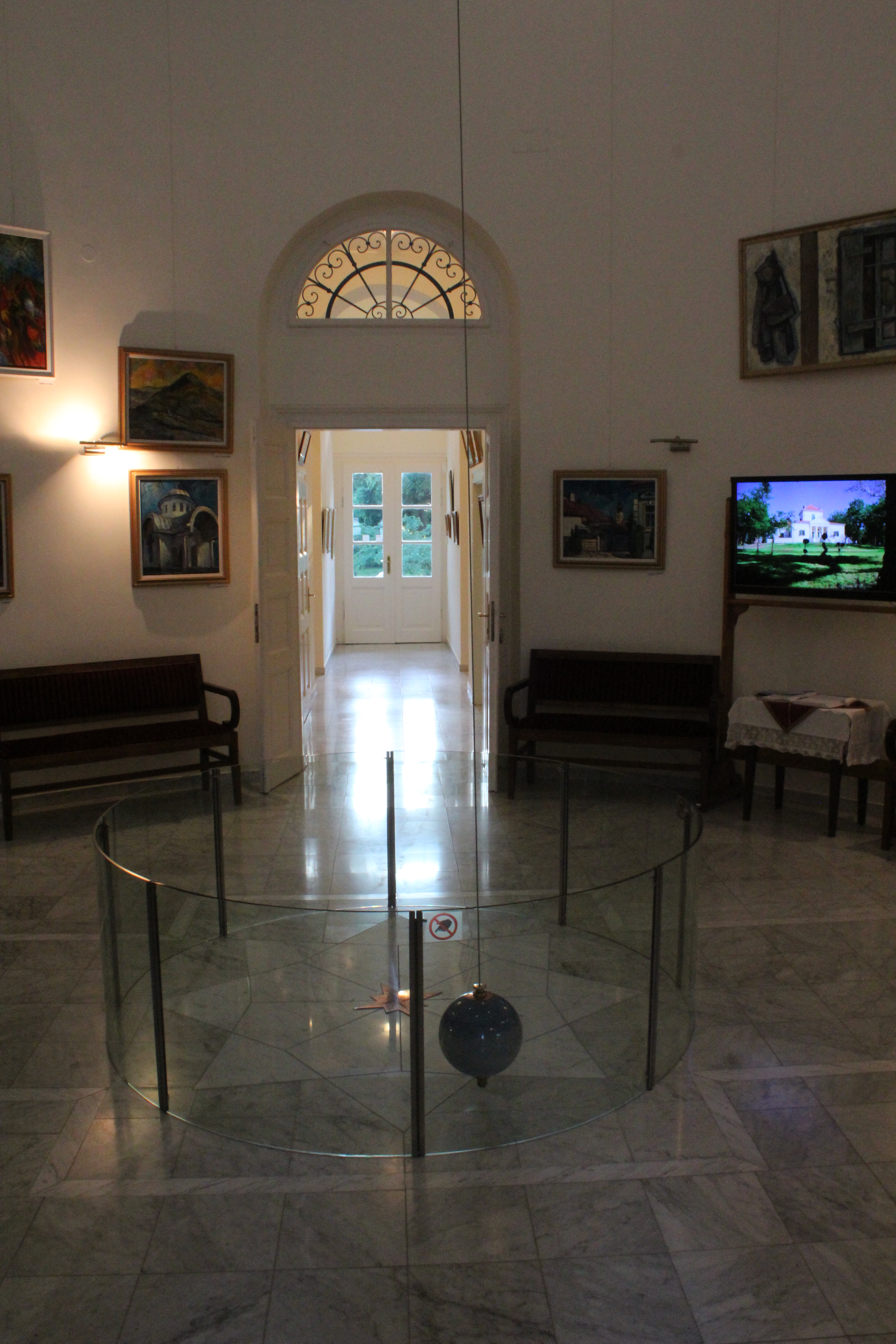
A lőkösházi Vásárhely-Bréda-kastély Foucault-ingája

A Foucault-inga (IPA: [fuko]) a Föld forgásának és a Coriolis-erő hatásának szemléltetésére szolgáló kísérleti eszköz, amelyet Léon Foucault (ejtsd: léon fukó) francia fizikus fejlesztett ki.

## Szerkezete, működése
A szerkezet valójában egy hosszú  inga, amely bármely függőleges síkban szabadon lenghet. Az inga felfüggesztésének súrlódása olyan kicsi, hogy az inga órákon keresztül képes lengeni. A közegellenállás hatásainak csökkentésére az ingatest többnyire gömb alakú és viszonylag nagy sűrűségű anyagból (ólom, réz) készül, továbbá a felfüggesztő fonál a lehető legvékonyabb. 
A megfigyelések szerint a Foucault-inga lengési síkja a Föld szinte bármely pontján (az Egyenlítő kivételével) lassan elfordul. A sarkokon a lengési sík egy csillagnap (kb. 23 óra 56 perc 4 másodperc) alatt teljesen körbefordul. A lengési sík forgásának {\displaystyle \omega _{0}} szögsebessége a sarkokon tehát:
{\displaystyle \omega _{0}={\frac {2\cdot \pi }{T}}\approx {\frac {\text{360 fok}}{\text{24 óra}}}={\text{15 fok/óra}}}
Más földrajzi szélességeken a lengési sík forgási sebessége kisebb. Mérésekkel és elméleti úton is igazolható, hogy a φ földrajzi szélességű helyen a lengési sík elfordulásának ω szögsebessége:
{\displaystyle \omega =\omega _{0}\cdot \sin \varphi },
ahol {\displaystyle \omega _{0}} a Föld forgásának szögsebessége. Például Magyarországon (φ = 47°) a lengési sík forgásának szögsebessége
{\displaystyle \omega =\omega _{0}\cdot \sin \varphi \approx {\text{15 fok/óra}}\cdot \sin 47^{\circ }\approx {\text{11 fok/óra}}}.
A lengési sík az északi féltekén a felfüggesztési pont felől nézve az inga az óramutató járásával megegyező irányba fordul el, míg a déli féltekén az ellenkező irányba. Az Egyenlítőn (φ = 0°) a fenti összefüggéssel összhangban a lengési sík nem fordul el.
A Foucault-inga lengési síkjának elfordulása Földhöz rögzített vonatkoztatási rendszerben a forgó rendszerben (forgó Földön) fellépő egyik tehetetlenségi erővel, a Coriolis-erővel magyarázható. A vízszintesen mozgó testekre ható Coriolis-erő iránya a sebességre merőleges és sebesség irányához képest az északi féltekén jobbra, a délin balra téríti el a testet. A megközelítőleg vízszintesen lengő ingára ható Coriolis-erő így az inga lengési síkját lassan elfordítja.
A Foucault-inga mozgását inerciarendszerből vizsgálva a jelenség magyarázata lényegesen egyszerűbb: nem az inga lengési síkja változik meg, hanem a Föld fordul el a lengő inga alatt.
Mivel a súrlódás és a közegellenállás miatt az inga lengéseinek amplitúdója egyre kisebbé válik, az ingát időnként újra kell indítani. Újraindítás helyett egyre több helyen elektromágneses úton kompenzálják a veszteségeket. Ehhez az ingatest aljára egy mágnest erősítenek, a felfüggesztési pont alá pedig egy tekercset helyeznek el. A tekercsre minden lengés során a megfelelő pillanatban egy elektronikus vezérlőegység feszültséget kapcsol. A tekercs által létrehozott mágneses mező vonzása így minden lengés során kissé a középpont felé húzza az ingatestet. Ezzel kiegyenlíthetők a súrlódásból és közegellenállásból származó veszteségek, az ilyen Foucault-inga folyamatosan, állandó amplitúdóval leng.

## Története
Foucault egy 2 méter és egy 11 méter hosszú ingával végzett előzetes kísérletek után 1851. március 26-án a párizsi Panthéonban egy 67 méter hosszú, 28 kilogramm tömegű ingával nyilvánosan szemléltette a Föld forgását. Az inga eredeti példányát a párizsi műszaki múzeum, a Musée des Arts et Métiers őrzi. (2010. április 6-án szerencsétlen baleset révén az inga kötele elszakadt és a szerkezet helyrehozhatatlanul összetört.)
A 19. században csupán kétszer tudták megismételni a kísérletet: Heike Kamerlingh Onnes 1879-ben és Kunc Adolf 1880-ban. Ez utóbbi kísérlet helyszíne a Szombathelyi székesegyház volt.
Ma már világszerte számos helyen található Foucault-inga.

## Magyarországi Foucault-ingák
Hazánkban is több helyen megismételték ezt a kísérletet. A magyarországi Foucault-féle ingakísérletek adatait 2015-ben Mizser Attila kezdeményezésére a Magyar Csillagászati Egyesület gyűjtötte össze, és tette közzé. A táblázat a mai Magyarország területén működő (működött) Foucault-ingák adatait tartalmazza a készítésük/bemutatásuk sorrendjében.
| Sorszám | Település        | Helyszín                                                        | Hossz (m) | Tömeg (kg) | Időpont               |
| ------- | ---------------- | --------------------------------------------------------------- | --------- | ---------- | --------------------- |
| 1.      | Szombathely      | Székesegyház                                                    | 30        | 30         | 1880. augusztus 25.   |
| 1.2     | Szombathely      | Premontrei Gimnázium tornaterme                                 | 30        | 30         | 1940. december 10.    |
| 1.3     | Szombathely      | Székesegyház                                                    | 30        | 30         | 1991. november 28–29. |
| 1.4     | Szombathely      | Székesegyház                                                    | 30        | 30         | 2010. október 19–21.  |
| 1.5     | Szombathely      | Székesegyház                                                    | 30        | 30         | 2014. május 15–16.    |
| 1.6     | Budapest         | Mammut üzletközpont.                                            | 25        | 30         | 2015. november 9–15.  |
| 2.      | Budapest         | Eötvös Loránd Tudományegyetem (és jogelődei)                    |           |            | 1884-től folyamatosan |
| 3.      | Hódmezővásárhely | Bethlen Gábor Református Gimnázium                              | 4,2       | 11,2       | 1898–                 |
| 4.      | Budapest         | Fasori Gimnázium                                                |           |            | 1900–?                |
| 5.      | Budapest         | Főreáltanoda (ma Vörösmarty Gimnázium)                          |           |            | 1900–?                |
| 6.      | Budapest         | Jedlik Ányos Gimnázium                                          |           |            | 1951.                 |
| 7.      | Nagykanizsa      | Notre Dame Leánygimnázium (és utódintézményei)                  | 8         |            | 1952.                 |
| 8.      | Ózd              | Elek Imre Bemutató Csillagvizsgáló                              |           |            | 1970–? (megszűnt)     |
| 9.      | Budapest         | TIT Uránia Csillagvizsgáló                                      | 11,5      |            | 1975-2018 (megszűnt)  |
| 10.     | Dunaújváros      | Széchenyi István Gimnázium                                      | 8,2       | 21         | 1995–                 |
| 11.     | Kiskunhalas      | Városi Csillagvizsgáló                                          | 10        | 46         | 1999.                 |
| 12.     | Szeged           | Fogadalmi templom                                               |           |            | 2003–                 |
| 13.     | Debrecen         | Verestemplom                                                    |           |            | 2004.                 |
| 14.     | Eger             | Líceum, Varázstorony (Csillagda)                                | 32        |            | 2005.                 |
| 15.     | Győr             | Krúdy Gyula Gimnázium                                           |           |            | 2005.                 |
| 15.2    | Győr             | Krúdy Gyula Gimnázium                                           |           |            | 2010.                 |
| 16.     | Dunakeszi        | Radnóti Miklós Gimnázium                                        |           |            | 2006.                 |
| 17.     | Szeged           | Viztorony                                                       |           |            | 2006–                 |
| 18.     | Cegléd           | Református Nagytemplom                                          | 30        | 46         | 2007. március 25–     |
| 19.     | Miskolc          | Miskolci Egyetem Műszaki Földtudományi Kar                      | 10,4      | 45         | 2008–                 |
| 20.     | Szolnok          | Szolnoki SZC Jendrassik György Gépipari Technikum               |           |            | 2008.                 |
| 21.     | Budapest         | Óbudai Egyetem Bánki Donát Kar                                  |           |            | 2011.                 |
| 22.     | Hódmezővásárhely | Németh László Gimnázium                                         | 11        | 31         | 2011.                 |
| 23.     | Kecskemét        | Malom Központ                                                   | 24        | 30         | 2011.                 |
| 24.     | Kiskunhalas      | Bibó István Gimnázium                                           |           | 16         | 2011. november 11.    |
| 25.     | Lőkösháza        | Vásárhelyi–Bréda-kastély                                        | 15        |            | 2012.                 |
| 26.     | Pécs             | Zsolnay Kulturális Negyed                                       | 9,2       | 8          | 2012.                 |
| 27.     | Alsómocsolád     | Turisztikai Központ                                             |           |            | 2013.                 |
| 28.     | Tata             | Magyary Zoltán Művelődési Központ                               | 6.5       |            | 2014. november 15–    |
| 29.     | Debrecen         | Agóra Tudományos Élményközpont                                  | 20        | 40         | 2015.                 |
| 30.     | Békéscsaba       | Széchenyi István Két Tanítási Nyelvű Közgazdasági Szakgimnázium | 9         | 26         | 2019. szeptember 18.  |
| 31.     | Budapest         | Országos Pedagógiai Könyvtár és Múzeum                          |           |            | ?                     |
| 32.     | Debrecen         | Szent József Gimnázium                                          |           |            | ?                     |
| 33.     | Győr             | Széchenyi István Egyetem (zsinagóga)                            |           |            | ?                     |
| 34.     | Győr             | Széchenyi István Egyetem (aula)                                 |           |            | ?                     |
| 35.     | Győr             | Mobilis                                                         |           |            | ?                     |
| 36.     | Kecskemét        | Piarista templom                                                |           |            | ?                     |
| 37.     | Szeged           | Szegedi Tudományegyetem Budó Ágoston Terem                      |           |            | ?                     |
| 38.     | Tata             | Fellner Jakab kilátó                                            | 12        | 27         | 2023.                 |

## Foucault-inga modellek
A Foucault-inga működésének szemléltetésére gyakran használnak forgatható állványra szerelt ingákat. Az ingát kitérítve, és az állványt körbeforgatva megfigyelhető, hogy az inga megőrzi lengési síkját, de elfordul a (forgó) alaphoz és felfüggesztéshez képest. A forgó alaplapra egy kamerát erősítve a forgó rendszerben megfigyelhető látvány is megjeleníthető: Az inga lengési síkja elfordul az épület(modell)hez képest, de nem változik az állócsillagokhoz képest. Ezekkel a modellekkel a Foucault-ingának az Északi- vagy Déli-sarkon történő mozgása modellezhető.
|  |  |  |

## Megjelenése a kultúrában
Umberto Eco olasz regényíró 1988-ban megjelent, A Foucault-inga című regényének egyik kulcsmotívuma az inga eredeti helyen felállított kicsinyített mása. Ez a motívum jelenik meg a mű első soraiban is: 
„Ekkor láttam meg az Ingát.
 Hosszú huzal legvégén a szentély boltozatáról függve, méltóságteli kimértséggel rótta széles lendületű íveit a gömb.”